# Nordische Fußballmeisterschaft der Frauen
Die Nordische Fußballmeisterschaft war ein Fußball-Turnier für Frauen-Nationalmannschaften aus Dänemark, Finnland und Schweden. Der Wettbewerb wurde zwischen 1974 und 1982 jährlich ausgetragen. Ab 1978 nahm auch die Auswahl aus Norwegen teil. Als die UEFA die Fußball-Europameisterschaft der Frauen einführte, wurde die Nordische Fußballmeisterschaft zu Gunsten des neuen Turniers eingestellt.
Von 1990 bis 1993 fanden in der zyprischen Stadt Agia Napa beziehungsweise in Tróia (Portugal) Turniere der nordischen Mannschaften statt, die vom dänischen Verband als „Open Nordic Cup“ geführt werden. 1993 nahmen auch Deutschland, Frankreich und die USA teil.

## Modus
Die drei, später vier, Mannschaften spielten nach dem Modus „jeder gegen jeden“ den Turniersieger aus, wobei jedes Team jeweils einmal gegen jedes andere spielte. Die Mannschaft, die nach Abschluss aller Spiele die meisten Punkte beziehungsweise bei Punktgleichheit das bessere Torverhältnis aufwies, wurde Turniersieger.

## Die Turniere im Überblick
| Jahr         | Ausrichter | Finalstände | Finalstände | Finalstände | Finalstände     |
| Jahr         | Ausrichter | Sieger      | 2. Platz    | 3. Platz    | 4. Platz        |
| ------------ | ---------- | ----------- | ----------- | ----------- | --------------- |
| 1974 Details | SPL        | Dänemark    | Schweden    | Finnland    | drei Teilnehmer |
| 1975 Details | DBU        | Dänemark    | Schweden    | Finnland    | drei Teilnehmer |
| 1976 Details | SFF        | Dänemark    | Schweden    | Finnland    | drei Teilnehmer |
| 1977 Details | SPL        | Schweden    | Dänemark    | Finnland    | drei Teilnehmer |
| 1978 Details | DBU        | Schweden    | Dänemark    | Finnland    | Norwegen        |
| 1979 Details | NFF        | Schweden    | Dänemark    | Finnland    | Norwegen        |
| 1980 Details | SFF        | Schweden    | Dänemark    | Norwegen    | Finnland        |
| 1981 Details | SPL        | Schweden    | Finnland    | Dänemark    | Norwegen        |
| 1982 Details | DBU        | Dänemark    | Schweden    | Norwegen    | Finnland        |

### Rangliste
| Rang | Land     | Titel | Jahr(e)                      | 2. Platz | 3. Platz | 4. Platz |
| ---- | -------- | ----- | ---------------------------- | -------- | -------- | -------- |
| 1    | Schweden | 5     | 1977, 1978, 1979, 1980, 1981 | 4        | 0        | 0        |
| 2    | Dänemark | 4     | 1974, 1975, 1976, 1982       | 4        | 1        | 0        |
| 3    | Finnland | 0     |                              | 1        | 6        | 2        |
| 4    | Norwegen | 0     |                              | 0        | 2        | 3        |

## Statistik

### Ewige Tabelle
Es wurde die Zwei-Punkte-Regel zugrunde gelegt.
| Rang | Land     | Spiele | S  | U | N  | Tore  | Diff. | Pkt.  |
| ---- | -------- | ------ | -- | - | -- | ----- | ----- | ----- |
| 1    | Dänemark | 23     | 14 | 5 | 4  | 48:15 | +33   | 33:13 |
| 2    | Schweden | 23     | 14 | 5 | 4  | 46:17 | +29   | 33:13 |
| 3    | Finnland | 23     | 3  | 6 | 14 | 9:56  | −47   | 12:34 |
| 4    | Norwegen | 15     | 0  | 6 | 9  | 10:25 | −15   | 6:24  |

### Torschützenköniginnen
| Saison | Spieler               | Tore |
| ------ | --------------------- | ---- |
| 1974   | Annette Frederiksen   | 3    |
| 1975   | Annette Frederiksen   | 3    |
| 1975   | Susanne Niemann       | 3    |
| 1976   | Ann Jansson           | 2    |
| 1977   | Ann-Kristin Lindkvist | 2    |
| 1978   | 11 Spielerinnen       | 1    |
| 1979   | Lone Smidt Nielsen    | 3    |
| 1980   | Pia Sundhage          | 4    |
| 1981   | Birgitta Söderström   | 2    |
| 1981   | Pia Sundhage          | 2    |
| 1982   | Lone Smidt Nielsen    | 3    |

### Rekorde

#### Spieler
Die meisten Spiele für Schweden absolvierte Anette Börjesson mit 21. Auf dänischer Seite kam Fridel Riggelsen mit 20 Einsätzen am häufigsten zum Zuge. Für Norwegen traten Ulla Gundersen Kneppen, Mariann Mortensen, Kari Nielsen und Gunn L. Nyborg zu allen 15 Spielen an. Von Finnland liegen keine Daten vor.

#### Torschützen
Die erfolgreichste schwedische Torschützin war Pia Sundhage mit zehn Treffern. Für Dänemark trafen Annette Frederiksen, Susanne Niemann und Lone Smidt Nielsen jeweils sieben Mal. Für Norwegen waren Kari Nielsen, Gunn L. Nyborg und Heidi Støre mit jeweils zwei Treffern am erfolgreichsten. Von Finnland liegen keine Daten vor.

#### Siege/Niederlagen
- Höchste Siege/Torreichste Spiele: Dänemark–Finnland 9:0 (26. Juli 1975), Finnland–Schweden 0:7 (10. Juli 1980)
- Längste Siegesserie: 6 Spiele (Dänemark, 27. Juli 1974–11. Juli 1976)
- Längste Serie ohne Niederlage: 16 Spiele (Schweden, 8. Juli 1977–16. Juli 1982)
- Längste Serie ohne Sieg: 15 Spiele (Norwegen, 7. Juli 1978–18. Juli 1982)
- Längste Niederlagenserie: 9 Spiele (Finnland, 26. Juli 1974–7. Juli 1978)